# Leszek Pluciński
Leszek Pluciński (Nysa, 3 juni 1990) is een Pools voormalig wielrenner.

## Carrière
In 2015 werd Pluciński prof bij CCC Sprandi Polkowice. In zijn eerste seizoen nam hij onder meer deel aan de Ronde van Lombardije, die hij niet uitreed. Zijn tweede profseizoen begon voor Pluciński in Spanje, waar hij deelnam aan de Ronde van Valencia, die dat jaar voor het eerst sinds 2008 weer werd verreden. Na onder meer deelname aan de Tirreno-Adriatico stond hij in april aan het vertrek van de Amstel Gold Race. Deze wedstrijd, die voor de tweede maal werd gewonnen door Enrico Gasparotto, reed hij echter niet uit. Zijn seizoen sloot hij af met de Ronde van het Münsterland, waarin hij op plek 97 eindigde.

## Overwinningen
2012
 Pools klimkampioen, Beloften
2015
Eindklassement Bałtyk-Karkonosze Tour

## Resultaten in voornaamste wedstrijden
| Jaar | Amstel Gold Race | Ronde van Lombardije |
| ---- | ---------------- | -------------------- |
| 2015 |                  | opgave               |
| 2016 | opgave           |                      |

## Ploegen
- 2012 –  Wibatech-LMGK Ziemia Brzeska
- 2013 –  BDC-Marcpol Team
- 2014 –  BDC Marcpol
- 2015 –  CCC Sprandi Polkowice
- 2016 –  CCC Sprandi Polkowice
- 2017 –  CCC Sprandi Polkowice
- 2018 –  CCC Sprandi Polkowice
- 2019 –  Voster ATS Team

Banaszek · Brożyna · Černý · Großschartner · Hirt · Honkisz · Kaczmarek · Kiendyś · Kurek · Latoń · Małecki · Marycz · Matysiak · Michajlov · Mrożek · Owsian · Paluta · de la Parte · Paterski · Pluciński · Ponzi · Rebellin · Samojlaw · Stępniak · Stosz · Szmyd · Taciak
Banaszek · Białobłocki · Brożyna · Großschartner · Hirt · Kaczmarek · Koch · Kurek · Małecki · Michajlov · Mrożek · Owsian · Paluta · Paterski · Pluciński · Ponzi · Samojlaw · Schlegel · Sisr · Stosz · Taciak · Tratnik
Antunes · Banaszek · Bernas · Brożyna · Cieślik · Franczak · Gradek · Koch · Kump · Kurek · Małecki · Owsian · Paluta · Pluciński · Sajnok · Schlegel · Sisr · Stosz · Taciak · Tratnik